# La Mano (cómic)
La Mano (inglés: The Hand) es una organización de supervillanos que aparece en los cómics estadounidenses publicados por Marvel Comics. La Mano apareció por primera vez en Daredevil #174 (septiembre de 1981) y fue creada por el escritor/artista Frank Miller.
Es los cómics se presenta a La Mano como una orden de malvados ninjas místicos que están muy involucrados en el crimen organizado y en actividades mercenarias como las maquinaciones de asesinato que codicia el poder por sobre todos los demás objetivos, operando principalmente en Japón, pero con presencia internacional. Dentro del universo Marvel, se cree que La Mano fue fundada en 1588 como una sociedad secreta de samuráis nacionalistas japoneses, que pronto fue cooptada por Snakeroot, un antiguo clan ninja que sirve a un demonio primordial conocido como «La Bestia de la Mano». Los miembros de la Mano son mostrados como practicantes de poderosa magia oculta y pueden asesinar a una persona y devolverla a la vida como un sirviente de la Mano, aunque algunos personajes han revertido esa programación. El adversario más peligroso de la Mano es la Casta, una banda de guerreros liderados por Stick, el maestro ciego de artes marciales y mentor de Daredevil, quien después de muchas batallas amargas, aceptaría convertirse en el amo de la Mano por un tiempo.
La Mano ha aparecido en los programas de televisión del Universo cinematográfico de Marvel Daredevil, Iron Fist y The Defenders.

## Historial de publicaciones
La Mano apareció por primera vez en Daredevil volumen 1 # 174 (septiembre de 1981) y fue creado por el escritor y artista Frank Miller.

## Historia ficticia

### Orígenes
La mano tiene cinco dedos, cada uno de los cuales puede existir independientemente de los demás. No muy diferente de la cinco islas que forman Japón. Sin embargo, cuando los cinco dedos de la mano se unen para un único propósito unificado … ¡la mano se convierte en un objeto de poder inquebrantable!
Kagenobu Yoshioka, fundador de la Mano1588

Los orígenes de la Mano comenzaron hace cuatro mil millones de años, aunque se piensa que se fundó 800 años, en el Japón feudal. La búsqueda de la autonomía del sistema de la clase opresora del tiempo, algunos ciudadanos huyeron a las regiones montañosas de Iga y Koga. Allí desarrollaron el ninjitsu, un sigiloso arte marcial quizás inspirado por Sun Tzu 's El arte de la guerra. Durante un período de siglos, que perfeccionaron su arte en los campos aislados. Los estudiantes entrenados y practican el arte desde el nacimiento, jugando juegos infantiles diseñados para impartir conocimientos en el combate sin armas, esgrima, armamento, camuflaje, escape y evasión. Ninjitsu también fue diseñado para fomentar el crecimiento espiritual, empujando a sí mismo física y mentalmente más allá de los límites humanos normales. Los ninjas eran expertos en espionaje y asesinato, y ofreció sus servicios especializados a los señores samurai de la guerra y otros que podían pagarlos.
Los maestros de todas las formas de engaño, los ninjas eran los guerreros más eficientes y mortales sobre la faz de la tierra y se hizo temido en todo Japón. Oídas dio origen al mito de que eran ninjas del engendro del Tengu, y que su divinidad les dio habilidades extraordinarias. Estos mitos se extienden probablemente por los mismos ninjas. Sin embargo, parecería que un antiguo clan ninja conocido como el Snakeroot, que puede rastrear su linaje de nuevo a estos demonios.
En 1588, Kagenobu Yoshioka se convirtió en el sensei de la Escuela Espada Ishiyama situado en la localidad japonesa de Kyushua. Enfrentar las frustraciones crecientes con el gobierno corrupto que había sido contaminado por la influencia extranjera, Yoshioka transformó la escuela en un campo de entrenamiento para samuráis cuyo objetivo era volver a poner el poder en manos del pueblo japonés. De este modo, nació la Mano. Del mismo modo que una mano tiene cinco dedos, miembros del círculo íntimo de la mano eran líderes de organizaciones que operaban desde cada una de las cinco islas de Japón.
Tras el asesinato del rebelde Yoshioka, el clan ninja Snakeroot tomó el control de la mano y lo corrompió al imponer el culto de un demonio conocido como La Bestia, que les infundió la magia oscura. Uno de estos negros hechizos hace que el cuerpo sin vida de un ninja de la Mano para volver al polvo y prevenir a otro de mirar directamente a la propia bestia. A diferencia de las otras facciones de ninjas, esta “nueva” Mano, tanto trabajó como mercenarios y buscó el poder ellos mismos. La Mano buscó el dominio sobre todos los demás, que trabaja para los aliados de conveniencia mientras buscan de eliminar a sus enemigos.

### Los tiempos modernos
Después del final de la Segunda Guerra Mundial, un grupo selecto de los miembros orientado políticamente más de la mano formaron el original HYDRA como una conspiración de los ultranacionalistas japoneses que conspiró para derrocar al gobierno democrático liberal japonés, asesinar al primer ministro, e instalar un neo- militarista del gobierno, lo que podría rearmarse Japón. Poco a unirse a HYDRA, Baron Strucker tomó el control de la organización de sus fundadores japoneses y lentamente se dirigió a la organización hacia la meta de la dominación del mundo. Pero la Mano y HYDRA han colaborado en numerosas subversivas conspiraciones o penales en los últimos años.
La Mano ha sobrevivido hasta el siglo 21, sigue buscando el poder en varias formas, y utilizando sus habilidades letales y métodos brutales. Adversario más peligroso de la mano es la Casta, una banda de guerreros, una vez dirigidos por Stick, el fallecido ciego maestro de artes marciales y antiguo mentor del hombre que se convirtió en el disfrazados combatiente del crimen Daredevil (Matt Murdock). Otra de sus antiguos alumnos, Elektra Natchios, también se ha involucrado con la mano. Ella se infiltró en la mano, decidida a demostrar su valía a Stick. En su lugar, el ninja la engañó para matar a uno de sus ex sensei. Elektra sirvió a la Mano por un tiempo, pero después de sus formas corrompidas de su alma, que huyó de Japón de nuevo a América.
Con el tiempo, la Mano trató de acabar con Stick y los buenos guerreros de la casta en total. Stick frustrado un intento de asesinato por cuatro agentes de la Mano; Luego convocó a los otros miembros de su orden (Shaft, Stone y Claw) a la ciudad de Nueva York. Con la ayuda de su clan, stick ha derrotado a Kirigi, el ninja más letal de la Mano en el momento. La Mano se reagrupó y atacaron a Stick y su banda de guerreros que ahora se incluye Daredevil y su actual amante, la Viuda Negra. La Mano casi había dominado la pequeña banda de guerreros, cuando Stick y Shaft recurrieron a una técnica antigua que drena la fuerza vital de todo ninjas presentes. Por desgracia, la técnica dio lugar a la explosión de palo y su compañero como resultado del exceso de energía que habían absorbido. A pesar de sus bajas y el escape de los aliados de superhéroes de la casta, La Mano consideró la destrucción de su némesis y líder de su enemigo una victoria y se volvió su atención a otros esquemas.
La Mano también ha luchado con frecuencia con Wolverine y entran en conflicto con superhéroes como los X-Men y Spider-Man. La Mano juega un papel particularmente importante en la historia de Psylocke.
Elektra llevó la mano durante algún tiempo, pero cuando la mataron, se reveló que este Elektra era en realidad un Skrull, que abandone temporalmente la mano sin un señor de la guerra. Una facción, liderada por Lord Hiroshi y su lugarteniente Lady Bullseye, se ha propuesto hacer Daredevil su nuevo líder, una oferta este último rechazó, solo para decir que "la Mano no acepta un no por respuesta." A continuación, instigaron el retorno de Kingpin a la ciudad de Nueva York, con el objetivo de ofrecerle la dirección del lugar. La primera acción de pivote central en las negociaciones es matar a Hiroshi con sus propias manos, para "darle las gracias" para darse cuenta de que no puede escapar de su papel como Kingpin, y por asesinar a su novia y sus hijos. Sin embargo, los procedimientos fueron interrumpidos por Daredevil, que aceptó su oferta, con la condición de que la mano no debe hacer negocios con Kingpin o Lady Bullseye de nuevo. Los tres restantes señores ninja aceptaron este arreglo. Durante ese tiempo, la Mano tiene a Black Tarantula y White Tiger como miembros.
La Mano juega un papel importante en el 2010 " Shadowland", donde Daredevil utiliza la Mano como una fuerza de la justicia. Cuando Lady Bullseye ataca a su fortaleza, Daredevil termina matándola de la misma manera como lo hizo ella con Elektra. La mayoría de los superhéroes (que consta de Spider-Man, Iron Fist, Luke Cage, Misty Knight, Caballero Luna, Shang-Chi y Colleen Wing) tratan de razonar con Daredevil solo por Kingpin y Lady Bullseye para desatar al Vengador Fantasma en Shadowland. Daredevil les culpa de la desviación y hace que la Mano los ataquen. Después de una pelea con los superhéroes basada en la calle que escaparon con ayuda de The Punisher, Daredevil afirma que va a planificar para resucitar a Lady Bullseye para servirle. Entonces se le acercó por Elektra, que al parecer jura su lealtad a él. Los héroes en la calle se visitaron por el Master Izo, que establece que el clan Snakeroot va a hacer a Daredevil un recipiente para la bestia de la Mano (que no desea nada más que oscuridad y destrucción). Más tarde, Colleen Wing aprende de Daredevil que su madre había llevado una facción femenina de la Mano llamada "uñas". Colleen finalmente acepta la oferta de Daredevil para unirse a la Uña. También se muestra que la Mano también tiene una facción llamada por debajo del hombro, que son un grupo de ninjas que ya están muertos cuando Luke Cage recibe la visita de su viejo amigo, Lacy Kimbro, que le dice a Lucas que su hijo Darris es uno de los policías que se llevan a cabo los presos por el debajo del hombro. Al darse cuenta de que Daredevil es poseída por la bestia demoníaca de la Mano, los héroes se reúnen para tratar de luchar contra él a sí mismos. A pesar de sus esfuerzos por interrumpir la ceremonia de resurrección de la diana, incluso un ataque directo de Wolverine no puede matar a Daredevil; quién ataca Elektra y Spider-Man por intentos de razonar con él, ya que proclama " No hay Murdock! Sólo existe la bestia !". A pesar de que Puño de Hierro es capaz de curar a Daredevil de la 'infección' mediante el uso de su golpe chi para curar el alma de Daredevil, Kingpin y Typhoid Mary se aprovechan del caos en las secuelas de la guerra para tomar el mando de la Mano por sí mismos.
La Mano termina más tarde en una guerra de bandas, Yakuza que ha sido orquestada por Dientes de Sable.
Como parte de la marca 2012 Marvel NOW!, Shadowland es atacado por Superior Spider-Man (la mente del Doctor Octopus en el cuerpo de Spider-Man) y sus Spiderlings mientras los Ninjas de Mano los atacan. Tras el ataque a Shadowland, algunos de los ninjas de la Mano que evadieron la captura llegan a las alcantarillas para unirse a la Nación Duende, que está dirigida por el Rey Duende.
Después de la historia de "Civil War II" de 2016, la Mano ha adherido al espíritu de Daniel Drumm. Después del funeral de Bruce Banner, la Mano roba su cuerpo para que puedan usarlo para fortalecer sus filas. Los Uncanny Avengers encuentran que la Mano está realizando su ritual y que ya han revivido a Bruce Banner, que aparece ante ellos como Hulk usando una armadura de samurai. Durante ese tiempo, se reveló que la Bestia de la Mano tenía el control de Hulk. Los Uncanny Avengers fueron capaces de cortar el control de la Bestia de la Mano cuando Bruce Banner regresa a los muertos.
Durante la historia del Imperio Secreto, la Mano es encontrada por el Subterráneo en Madripoor donde están bajo el control de Hive.
Cuando el Viejo Logan se enfrenta a la Mano, se enfrentó a su último miembro llamado el Samurai Escarlata. Logan descubrió más tarde que Samurai Escarlata es Mariko Yashida, quien fue resucitada por la Mano para servirles.

## Miembros conocidos
- La Bestia de la Mano: un demonio adorado por la Mano, el Clan Snakeroot y los Verdaderos Creyentes.
- Abraham Cornelius -
- Akatora -[25]
- Akuma: un ninja que es miembro de la Mano.[26]
- Arthur Perry: un loco asesino cyborg y exagente de S.H.I.E.L.D.[27]
- Azuma Goda - Director de la sucursal japonesa de la Mano.[28]
- Azumi Ozawa -
- Bakuto - Daimyo de la rama Sudamericana de la Mano. Asesinado por White Tiger.
- Tarántula Negra
- Blink
- Hermanos Buzzard - Boyd y Buford Buzzard son un dúo de caníbales que han tenido un altercado con Wolverine. Más tarde, salieron de la cárcel con la mano para atenderlos.[29]
- Daredevil
- Elektra
- Eliza Martinez
- Erynys: un clon virtual de Elektra creado por la Mano. Ella es un cadáver reanimado unido a los aspectos oscuros de la personalidad de Elektra.[30]
- Gorgon: un líder de la Mano con lazos con Hydra.
- Ejército sobrehumano de la Mano: superhumanos que fueron asesinados y resucitados por la Mano para servir como asesinos superhumanos de HYDRA.
  - Northstar
  - Venenosa
  - S.H.O.C.
  - Mancha
  - Slyde
- Hobgoblin: un asesino que es la mano derecha de Kingpin.
- Iron Monk - Un maestro en la mano. Ninguna mano o cuchilla mortal puede dañarlo y ni siquiera las balas pueden derribarlo.[31]
- Izanagi -
- Jonin -
- Junzo Muto - un exlíder de la Mano que es uno de los artistas marciales más mortíferos del Universo Marvel.
- Kagenobu Yoshioka - Fundador de la Mano.
  - Sasaki - la mano derecha de Kagenobu Yoshioka.
- Ken Wind -[32]
- Kingpin - Líder actual de la Mano.
- Kirigi
- Kuroyama
- Lady Bullseye
- Lady Gorgon: un agente de la Mano que perdió su posición de alto rango después de no poder matar a Punisher. Fue asesinada por el Maestro Yoshiokya.
- Lord Hiroshi
- Lyle Crawford
- Makoto -
- Mandarín
- Maestro Izo - Fundador de la Casta.
- Matsu'o Tsurayaba
- La Uña - Una facción de la Mano compuesta solo por mujeres.[13]
  - Black Lotus
  - Cherry Blossom - un ninja de 17 años que más tarde abandona la Uña con Colleen Wing después de derrotar a Black Lotus en un duelo.
  - Colleen Wing
  - Makro - Miembro de la Uña. Una corporación experimental desconocida la aumentaba con extremidades con armas adicionales, similares a Doctor Octopus. Su nombre en clave se refiere a la araña-cangrejo gigante japonesa.
  - Yuki - Miembro de la Uña. Ella basa su motivo después de la Yuki-onna, que incluye el uso de pintura facial blanca y un kimono azul y blanco para crear un aspecto extraño. Es conocida por su estilo de lucha macabro y sus movimientos rápidos y debilitantes.
- Nina McCabe - un ex pupilo de Elektra.
- Mystique - Miembro de la sucursal japonesa.[33]
- Omega Rojo: Matsu'o Tsurayaba lo revivió de la animación suspendida para que le sirviera.
- Phaedra: un miembro de la Mano responsable de la resurrección de Shingen Yashida.[34]
- Psylocke
- Sabretooth - Jefe de la sucursal japonesa.[33]
- Scarlet Samurai - La Mano resucitó a Mariko Yashida para servir a la Mano como el Samurai Escarlata.[23]
- Shingen Yashida -
- Samurái de Plata: La Mano quería que Samurái de Plata los guiara para unir al inframundo japonés. Samurai plateado rechazó la oferta y ayudó a los Nuevos Vengadores a derrotar a la Mano.[35]
- Samurái de Plata II: El hijo del Samurái de Plata original que es miembro de la rama japonesa.[33]
- El Clan Snakeroot - Una facción a partir de la cual la Mano se astilla.
  - Shoji Soma - Gran maestro del clan Snakeroot.[36]
  - Bisento - Miembro del Clan Snakeroot. Asesinado por Stone de la Casta.
  - Budo - Harry Kenkoy fue un exgeneral de la Infantería de Marina de los Estados Unidos y miembro del Clan Snakeroot. Participó en la creación de About Face Virus. Asesinado por Eddie Passim.
  - Daito - Líder del Clan Snakeroot. Llevó a cabo un suicidio ritual.
  - Tegaki : el líder actual del Clan Snakeroot y antiguo amante de Elektra. Era un ex segundo al mando de Daito hasta que Daito realizó un suicidio ritual causando que Tekagi lo sucediera.
  - Doka - Miembro del Clan Snakeroot. Fue abusado por sus padres cuando era joven y los mató al prender fuego a su casa. Asesinado por Elektra durante el ataque del Clan Snakeroot en la fortaleza de los Castas.
  - Enteki : un arquero que es miembro del Clan Snakeroot. Accidentalmente asesinado por un sai lanzado por otro miembro del clan.
  - Enteki' - Miembro del Clan Snakeroot e hijo de Enteki.
  - Feruze - Un miembro afroamericano del Clan Snakeroot.
  - Genkotsu - Miembro del Clan Snakeroot. Era un antiguo hombre santo que es el torturador del Clan Snakeroot.
  - Harry Kenkoy: un exgeneral de la Infantería de Marina de los Estados Unidos y miembro del Clan Snakeroot.
  - Osaku: una mujer rusa descendiente de los zares y miembro del Clan Snakeroot.
- Takashi - Daimyo de Japón.
- Tiberius Stone: científico y CEO de Viastone y que luego trabajó para La Mano.[37]
- Lápida
- Los Verdaderos Creyentes - una facción de la Mano.
  - Karsano: es un asesino coreano que es miembro de Verdaderos Creyentes y la primera persona en usar el nombre en clave "Dragonfly".[38]
  - Meiko Yin: es la prima de Angela Yin, quien es la segunda persona en los creyentes verdaderos en usar el nombre en clave "Libélula".
- Typhoid Mary
- La bajamano - Un grupo de ninjas que ya están muertos.
- Viper
- White Tiger
- Wolverine
- Yutaka - Daimyo de África.

## Otras versiones
Kingpin se pone en contacto con la Mano para obtener ayuda contra Punisher en el arco de la historia "Sin hogar" de Punisher Max. Si bien la organización le proporciona a Elektra el Kingpin para su uso como guardaespaldas, se niega a cazar y eliminar directamente a Punisher debido a que tiene el mayor respeto por el vigilante y su destreza para matar. Más tarde, se revela que la Mano está aliada con Vanessa Fisk, que tiene la intención de que Elektra seduzca y asesine a Kingpin.
Después de que Punisher destruye a Elektra y mata a Kingpin, la Mano recupera al primero y la sacrifica cuando se hace evidente que la gravedad de sus heridas la han vuelto incapaz de volver a caminar.

## En otros medios

### Televisión

#### Marvel Cinematic Universe
- La Mano aparece en la serie de televisión de Netflix ambientada en Marvel Cinematic Universe. Esta versión de la Mano se muestra multiétnica. Sus cinco fundadores son Alexandra (Sigourney Weaver), Madame Gao (Wai Ching Ho), Bakuto (Ramón Rodríguez), Sowande (Babs Olusanmokun) y Murakami (Yutaka Takeuchi), todos ellos son ancianos de K'un-L'un. que fueron expulsados por tratar de usar los huesos fosilizados de dragones para extender sus vidas naturales.[41]
  - La Mano se introdujo por primera vez en Daredevil.[42] En la primera temporada, su líder "Alexandra Reid" forma una alianza con Wilson Fisk, usando a Madame Gao y al aprendiz de Murakami, Nobu Yoshioka (Peter Shinkoda) como intermediarios. Fisk y los hermanos Ranskahov trafican con la heroína de Gao, mientras que Nobu trabaja con Fisk para adquirir el edificio de apartamentos de Elena Cárdenas para que la Mano pueda usarlo como la base de Midland Circle. Nobu también usa sus conexiones con Fisk para transportar un "Cielo Negro", una persona que Alexandra considera un arma ideal para la agenda de la Mano, pero Stick y Matt atacan el grupo de Nobu y Stick mata al Cielo Negro, creando fricción entre Nobu y Fisk. Fisk, queriendo a Nobu fuera del camino, tiene a un drogadicto apuñala a Elena y luego le da a Matt información que lo atrae a un almacén vacío. Matt es emboscado por Nobu y la batalla resultante termina con Matt incendiando a Nobu, aparentemente quemándolo vivo. Madame Gao, mientras tanto, conspira con Leland Owlsley para envenenar a Vanessa Mariana en un intento de que Fisk se concentre en su imperio criminal, pero el intento falla. Más tarde se va de la ciudad después de que Matt lleva a la policía a uno de sus laboratorios de drogas. En la segunda temporada, la Mano resucita a Nobu y usa la sangre de los niños para producir un nuevo "Cielo Negro". Nobu es atendido por una mujer pelirroja llamada Tyler. Los ninjas de la Mano están indicados para tener la capacidad de disminuir la frecuencia cardíaca, lo que dificulta la detección auditiva y el sentido de radar de Matt para detectarlos, aunque Elektra y Stick lo ayudan. Madame Gao hace una aparición al final de la temporada en la que se revela que ella es una competidora del Coronel Schoonover, el misterioso "Herrero" detrás de la muerte de la familia de Frank Castle. En el final de temporada "A Cold Day in Hell's Kitchen", Nobu se lleva a Karen Page, Turk Barrett, Claire Temple y otros rehenes como cebo para Matt. Elektra muere protegiendo a Matt de Nobu, antes de que Matt y Frank despachen a los seguidores de Nobu, y Stick decapita a Nobu. Alexandra hace arreglos para que el cuerpo exhumado de Elektra resucite con el último de los huesos de dragón como el "Cielo Negro".
  - La Mano aparece nuevamente en la primera temporada de Iron Fist.[43] Los lazos de Madame Gao con la Mano se revelan junto con una serie de asociados que le sirven para incluir a los hermanos Andrei y Grigori Veznikov, la Novia de las Nueve Arañas, Scythe, King, Alexi, Vando y Zhou Cheng. Su sucursal utiliza Empresas Rand como fachada para contrabandear heroína a la ciudad de Nueva York, gracias a haber llegado a un acuerdo con Harold Meachum para resucitarlo después de su muerte. Bakuto es un líder de una facción de la Mano que dirige un campamento que recluta niños huérfanos y huidos. Colleen Wing, una antigua alumna de Bakuto, y usa las clases de su dojo para proporcionarle reclutas. Danny Rand/Puño de Hierro, es un guardián de K'un-Lun y jura destruir la Mano. Danny se sorprende al conocer la infiltración de la Mano de la compañía de su padre cuando regresa a la ciudad de Nueva York después de una ausencia de quince años. Danny logra expulsar a la Mano de Rand, pero en el proceso es traicionado por Harold, quien intenta incriminarlo por sus actividades delictivas.
  - La Mano apareció en Los Defensores. Con Alexandra teniendo meses para vivir antes de que sus órganos fallen y la Mano haya usado lo que queda de la "sustancia" para revivir a Elektra, acelera su plan maestro para extraer dragones fosilizados bajo Manhattan, en el proceso desencadenando un terremoto artificial. Para facilitar el proyecto, Sowande está contratando jóvenes de Harlem para hacer trabajo sucio, y luego matarlos una vez que cumplieron con su propósito. Esto lleva sus actividades a la atención de la detective Misty Knight, y más tarde a Luke Cage después de que Sowande mata a dos hermanos de Candace Miller, con el testigo potencial de Misty contra Mariah Dillard. Las cosas comienzan a desmoronarse cuando John Raymond, el arquitecto que construyó Midland Circle, se da cuenta del plan de la Mano y trama destruir el edificio, un caso que Misty también comienza a investigar después de que Jessica Jones descubre que Raymond ha estado almacenando explosivos en un sórdido departamento. Para silenciar a Raymond, Alexandra envía a Elektra al departamento de Jessica para capturarlo, pero él se dispara. Matt se ve atraído por la investigación de Jessica después de que Foggy le pide que la vigile como un favor para Jeri Hogarth. Matt, Jessica, Luke y Danny se encontrarán todos más tarde cuando sus investigaciones sobre la Mano los lleven al Midland Circle. Después de luchar contra Elektra y varias oleadas de secuaces, escapan al Royal Dragon, donde aparece Stick y les da un resumen de los líderes de la Mano. Alexandra, Elektra, Murakami, Madame Gao y Sowande rastrean a los héroes hasta el restaurante e intentan capturar a Danny, pero escapan, con Luke capturando a Sowande con éxito después de una larga lucha. Stick luego decapita a Sowande cuando trata de secuestrar a Danny y envía su cabeza a Alexandra en una caja como un mensaje. La autoridad de Alexandra se ve aún más cuestionada cuando Elektra comienza a recordar su asociación pasada con Matt. Elektra luego captura a Danny, matando a Stick en el proceso, pero a su regreso, mata abruptamente a Alexandra por empalarla por detrás y decapitarla, y afirma el control de la Mano. Elektra lleva a Danny al pozo que la Mano ha estado cavando debajo de Midland Circle, y lo provoca a utilizar el Puño de Hierro para derribar una pared que impide que la Mano acceda a los huesos del dragón. Matt, Luke y Jessica, que han sido recogidos por el NYPD a la luz del asesinato de Stick, escapan del 29.º precinto y regresan a Midland Circle respaldados por Colleen, Claire y Misty. Colleen logra decapitar a Bakuto pero no antes de cortarle el brazo derecho a Misty. Los héroes luego proceden a llevar a cabo el plan de Raymond para implosionar Midland Circle, que llena el agujero. Se presume que Matt murió en el colapso, pero luego se demostró que sobrevivió. Elektra, Madame Gao y Murakami están muertos bajo Midland Circle.

#### Animación
En el episodio de Iron Man, Hands of the Mandarin, los seguidores de Mandarin Hypnotia, Blacklash, Torbellino y Ventisca son confundidos por miembros de la Mano con los medios de comunicación.

### Cine
En el 2005 se rodó una película sobre Elektra, en la cual la Mano aparece como el grupo de villanos. Es dirigida por Rob S. Bowman y cuenta con algunos de sus miembros mortales incluyendo Kinkou, Tattoo, Typhoid, Stone y el propio hijo de Roshi, Kirigi. El servicio regular ninja está representado con ropa de color negro mientras que los miembros del grupo opuestos están vestidos de blanco.

### Videojuegos
- En X-Men vs. Street Fighter, Cammy es propuesta por la Mano, solo para ser rescatada por Psylocke.
- La Mano aparece en la versión para PSP de X-Men Origins: Wolverine. En el juego, el Equipo X (dirigido por el Mayor William Stryker, compuesto por James Howlett, Victor Creed, John Wraith, el Agente Zero, Frederick Dukes y Wade Wilson) necesita obtener información sobre un adamantiumorb que luego fue injertado en Howlett para convertirse en Wolverine. Después de eso, los hermanos Creed y Howlett descubren la ubicación de la Mano. Creed persigue al líder mientras Howlett lucha contra el ejército de la Mano. Creed es derrotado, por lo que cuando Howlett persigue al líder, activa un robot que Howlett destruye. El líder decide no luchar contra él, ya que es un oponente formidable, y Howlett decide lo mismo solo para ser arrojado en un pozo de lava por Creed.
- La guarida de la Mano es una de las etapas en Marvel vs. Capcom 3: Fate of Two Worlds.
- En Ultimate Marvel vs. Capcom 3, además de The Hand Hideout reapareciendo, Shadowland contará con los ninjas de La Mano y Daredevil. Además, uno de los trajes alternativos de Strider Hiryu está directamente influenciado por La Mano.[44]
- La Mano aparece en Marvel: Avengers Alliance. Bullseye y Elektra se muestra que están asociados con el grupo. Sus soldados de infantería consisten en Asesinos de mano (que son maestros de tantos de doble empuñadura), Dragones de mano (que son maestros del combate cuerpo a cuerpo y pueden contrarrestar cualquier ataque cuerpo a cuerpo), Ninjas de mano (que son maestros de ataques furtivos y usan bombas de humo). Escorpiones (que usan sus naginatas para Pinion un oponente dejando su Evasión abajo), Hand Shadows (quienes usan sus dual tantas para causar que sus víctimas sangren), Hand Shinobis (que son maestros de las naginatas), Hand Soldiers (que son maestros de las katanas), Hand Spies (que dependen de sus dual tantas para causar que sus víctimas sangren), y Hand Warriors (que confían en cegar a sus oponentes y reducir su precisión).
- La Mano aparece en Marvel Heroes.

## En la cultura popular
- El Clan del Pie en los cómics de Tortugas Ninja y todos los medios relacionados se crearon como un homenaje a la Mano.[45]